# جون دونكان يونغ
جون دونكان يونغ (بالإنجليزية: John Duncan Young)‏ هو محامي وقاضي وسياسي أمريكي، ولد في 22 سبتمبر 1823 في أوينغسفيل في الولايات المتحدة، وتوفي في 26 ديسمبر 1910 في ماونت ستيرلينغ في الولايات المتحدة. حزبياً، نشط في الحزب الديمقراطي. وقد انتخب عضو مجلس النواب الأمريكي.